# Ratifikation
Ratifikation, eller ratificering, är den process varigenom en stat binder sig rättsligt till en internationell överenskommelse, till exempel ett avtal, ett traktat eller ett fördrag. Själva processen består av att ett ratifikationsinstrument utfärdas som ett formellt bevis på att staten har förbundit sig till överenskommelsen. Detta instrument överlämnas sedan antingen till de andra avtalsslutande parterna eller till den överenskomna depositarien av avtalet. Ratifikationsinstrumentet utfärdas normalt av statschefen eller, i vissa fall, till exempel i Sverige, av regeringen.
Vanligtvis föregås ratifikationsprocessen av ett godkännande i det nationella parlamentet, till exempel i form av en lag som tillåter statschefen eller regeringen att ratificera ett visst avtal. Det är vanligt förekommande att parlamentets beslutsprocess i sig kallas för ratificering, även om ratificeringen sker formellt först i och med att statschefen eller regeringen utfärdar ratifikationsinstrumentet.
När ett internationellt avtal förhandlas fram är det vanligtvis representanter för respektive stats regering som deltar i förhandlingarna. Detaljerna tas ofta fram av tjänstemän från respektive utrikesdepartement med stöd av olika experter. Denna process kan ta flera år. Avtalet brukar sedan undertecknas av representanter för antingen statschefen eller regeringen, beroende på vem som är ansvarig för ratifikation enligt de nationella konstitutionella bestämmelserna. Ett internationellt avtal blir dock vanligtvis inte rättsligt bindande för en stat förrän dess ratifikationsinstrument har deponerats enligt de bestämmelser som återfinns i avtalet. I många fall träder inte avtalet i kraft förrän alla signatärstater har deponerat sina ratifikationsinstrument. I andra fall kan ett avtal börja gälla tillfälligt under tiden som signatärstaterna ratificerar det.

## Ratifikationsinstrument
Ratifikationsinstrument är det formella dokument som intygar att en stat har ratificerat ett avtal. Det översänds normalt till de andra avtalsslutande parterna eller till den depositarie som eventuellt har ansvar för att ta emot ratifikationsinstrumenten enligt det ingångna avtalet.
Ett ratifikationsinstrument består normalt av en förklarande text om att staten i fråga åtar sig de förpliktelser som följer av avtalet tillsammans med en namnteckning av den person som ansvarar för ratificeringen (vanligtvis statschefen) eller en företrädare för denne (särskilt om en regering ansvarar för ratifikationen). Instrumentet blir normalt även stämplat med ett sigill för att intyga dess äkthet.

## Ratifikationsprocessen

### Europeiska unionen
I 26 av EU:s 27 medlemsstater är det statschefen som ratificerar internationella avtal. Den enda medlemsstaten där statschefen inte har denna befogenhet är Sverige; där ligger denna makt istället hos regeringen. I alla EU:s medlemsstater föregås ratificeringen av ett parlamentariskt beslut, även om vissa medlemsstaters konstitutioner, till exempel den grekiska, inte kräver det. Malta har infört specialbestämmelser kring ratificering av Europeiska unionens fördrag som möjliggör för parlamentet att ratificera nya EU-fördrag på presidentents vägnar, utan dennes inblandning.